# روزی تازه خواهد آمد
«روزی تازه خواهد آمد» (انگلیسی: New Day Will Rise) اولین تک‌آهنگ از خوانندهٔ اسرائیلی یووال رافائل است. این قطعه توسط کرن پلس نوشته شده و تهیه‌کنندگی آن را تومر بیران بر عهده داشته است. ترانه در ۹ مارس ۲۰۲۵ توسط شرکت تدی پروداکشنز منتشر شد. این ترانه نمایندهٔ کشور اسرائیل در مسابقه آواز یوروویژن ۲۰۲۵ بود و در نهایت موفق شد با ۳۵۷ امتیاز، مقام دوم این رقابت را کسب کند.
این آهنگ توسط رسانه‌های اسرائیلی و نویسنده آهنگ کرن پلس به عنوان ترانه‌ای با مضامین رشد و امید توصیف شده‌است. این ترانه نظرات متفاوتی در رسانه‌های اسرائیلی و بین‌المللی داشته‌است. برخی رافائل را به‌دلیل تحریرات صدا و ساخت‌آهنگ تحسین می‌کنند. اما، این ترانه انتقاداتی‌را به دلیل ژانر و وجود بیت‌های فرانسوی دریافت کرده‌است. انتقاد وارده آخر عمدتا از سوی رسانه‌های اسرائیلی می‌باشد. «روزی تازه خواهد آمد» از موفقیت تجاری در اسرائیل بهره برد؛ چراکه توانست به رتبه اول در چارت‌های موسیقی اسرائیل دست یابد.

## تهیه موسیقی و عرضه
«روزی تازه خواهد آمد»، توسط کرن پلس نوشته شده و تهیه‌کنندگی آن را تومر بیران بر عهده داشته است. خواننده این ترانه، یووال رافائل می‌باشد که از حملات ۷ اکتبر و فاجعه جشنواره موسیقی نوا نجات یافته است.

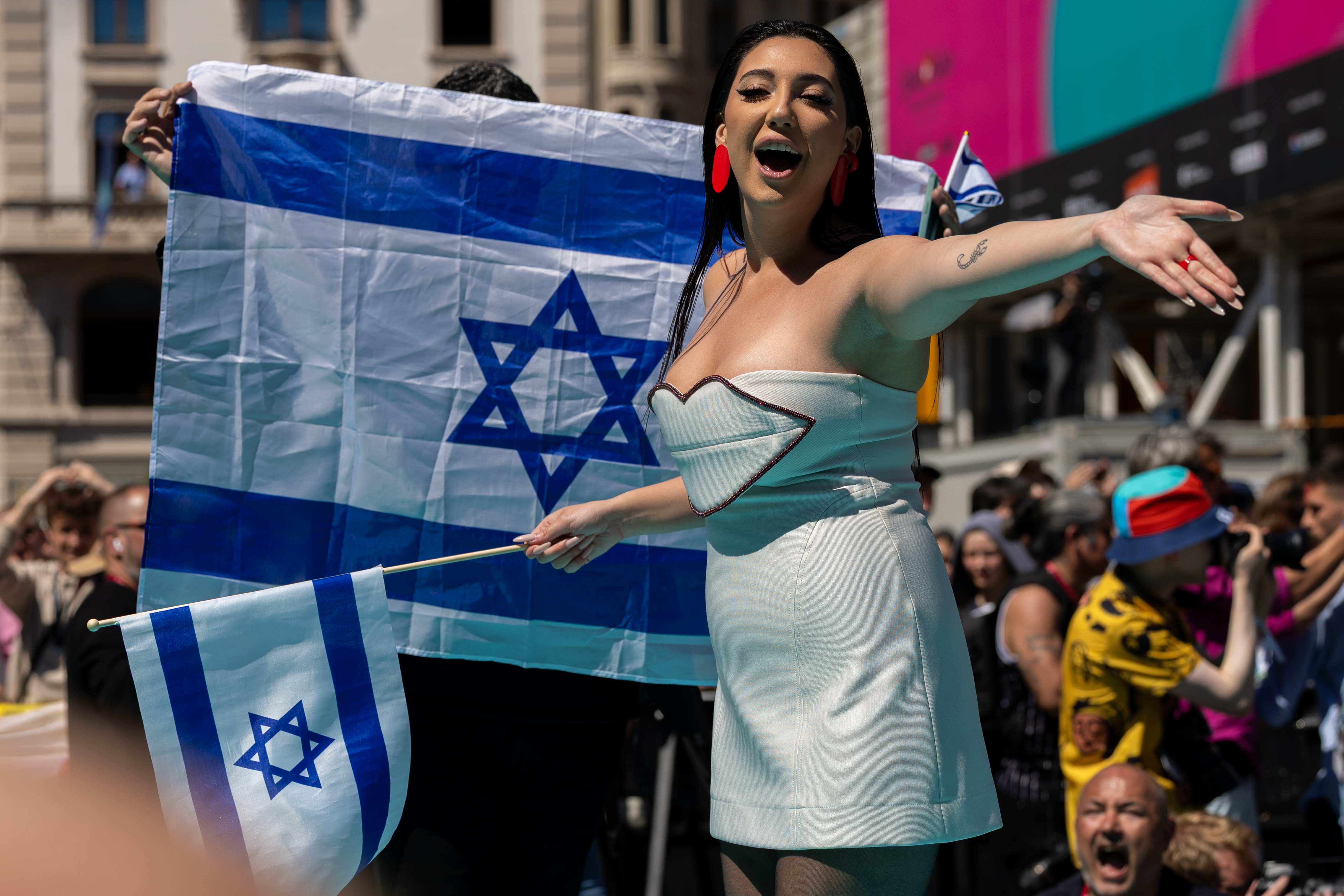
یووال رافائل، خواننده این تک‌آهنگ در مراسم فرش فیروزه‌ای مسابقه آواز یوروویژن ۲۰۲۵، شهر بازل در سوئیس

این ترانه ابیاتی از زبان‌های انگلیسی، فرانسوی، و عبری را داراست؛ این موسیقی توسط اسرائیل هیوم به عنوان تشویق برای امیدواری و آینده توصیف شده‌است. بررسی دیگر توسط رسانه اسرائیلی "EuroMix" این آهنگ را برای عشق و امید نام برده‌است که متن این موسیقی‌را برای "صحبت درباره دست و پنجه نرم کردن با فقدان، درد، و همچنین فرصت مقابله و رشد" توصیف کرده‌است. در مصاحبه‌ها پلس اعلام کرده که این موسیقی برای نشان دادن "طلوع جدید" که رسانه‌های اسرائیلی به‌آن امید دارند، نوشته‌شده است. پلس بعدتر در رسانه وای‌نت در پاسخ برای حذف اسرائیل از مسابقات آواز یوروویژن گفت که او می‌خواهد زیبایی را به تصویر بکشد و "هرچقدر که آن‌ها تلاش کنند که رافائل را پایین بیاورند، او با قدرتی بیشتر طلوع می‌کند".
این ترانه، برای اولین بار در تاریخ ۹ مارس ۲۰۲۵ برای اولین بار از شبکه کان پخش شد. در این ترانه، به آیه‌ای از تورات اشاره شده‌است. هنگامی که این موسیقی عرضه شد، تلفظی اشتباه را همراه داشت که موجب ضبط مجدد و پخش مجدد آن شد.

## موزیک‌ویدیو و تبلیغات
همراه با عرضه موسیقی، موزیک‌ویدیویی همراه با آن با کارگردانی اوفیر پرتز در همان روز عرضه شد. این فیلم در روزهای ۲۵-۲۶ فوریه ضبط شد. به گفته پرتز، موزیک‌ویدیو رافائل و دوستانش را نشان می‌دهد که به طبیعت می‌روند؛ رافائل تدریجی داستان گروهش با ترانه بیان می‌کند. بر اساس بررسی جروسلم پست، افرادی که موزیک‌ویدیو نقش داشتند، نشان می‌دهند که چگونه بازماندگان حمله حماس به جشنواره موسیقی نوا بهبود می‌یابند. در صحنه‌هایی از این موزیک‌ویدیو از آنمون تاجدار استفاده شده که گل ملی اسرائیل می‌باشد.
برای تبلیغ این ترانه، رافائل دعوت ملاقات با رئیس‌جمهور اسرائیل اسحاق هرتزوگ را در تاریخ ۵ می ۲۰۲۵ پذیرفت. رافائل در هیچ‌یک از مهمانی‌های قبل از یوروویژن شرکت نکرد؛ اما او در هماوری برنامه‌ریزی شده توسط OGAE Israel در تاریخ ۲۸ مارس شرکت کرده است. علاوه بر آن، آژانس تبلیغاتی دولت اسرائیل، به گوگل هزینه‌هایی را پرداخت کرده که قبل و هنگام پخش یوروویژن تبلیغاتی را برای این آهنگ در کشور های مختلف پخش کند. این تبلیغات به زبان های مختلف ساخته شد و در ۳۵ کشور پخش شد. رافائل در این تبلیغات حضور داشت و توضیح داد که مردم هر کشور هدف چگونه به وی رای دهند.

## انتقادها و نظرات

### رسانه‌ها و اشخاص اسرائیلی
در میان رسانه‌های اسرائیلی، نظرات متفاوت بوده‌اند. معاریو روزنامه اسرائیلی، نظری مثبت به این ‌ترانه داشته است و از آن به‌عنوان یکی‌از زیباترین موسیقی‌های سال یاد کرد و این‌ترانه را تسکین‌دهنده‌ای برای سال سخت گدشته خواند. هاآرتص، نظری ترکیبی از این آهنگ دارد؛ نویسنده این روزنامه قسمتی‌هایی از این آهنگ را ستایش کرد، اما از آن به دلیل تشابه‌ها انتقاد کرد. کانال ۱۲ اسرائیل، این ترانه را با آهنگی از سلن دیون مقایسه کرد. نویسنده‌ای دیگر از هاآرتص، به شدت حضور اسرائیل را در این دوره‌از مسابقات نقد کرد و آن‌را به‌گونه‌ای حواس‌پرتی از ماموریت نظامی اسرائیل در غزه دانست و گفت اسرائیل از شرکت در دوره قبلی مسابقات درس نگرفت.
آویشای سلا از تایم اوت اسرائیل نوشت که «این آهنگ تمامی سمبل‌های موسیقی عبری را پاک کرده‌است» تا در یوروویژن بهتر عمل کند. علیرغم این نظر، او گفت که شک بزرگی دارد که آیا رافائل میتواند این دوره‌از مسابقات را ببرد و یا خیر. گزارشگر وای‌نت به شدت از این ‌آهنگ به دلیل تشابهات فاحش با موسیقی‌های فرانسوی انتقاد کرد و گفت «صدای رافائل بیشتر از خوانندگی آهنگ‌های معمول در بارهای فرانسوی ارزش دارد»، علیرغم این انتقاد، او شانس بزرگی را برای برندگی در این دوره از یوروویژن را به‌دلیل داستان خود از حمله به جشنواره موسیقی نوا و توجه به رسانه‌های اسرائیلی را دارد. همجنین خواننده اسرائیلی رون بیتون، از وجود اشعار فرانسوی انتقاد کرد؛ اما مردم یهودی در سراسر دنیا را تشویق به رای دادن به این ترانه کرد. اگرچه او معتقد بود که اسرائیل این دوره از مسابقات را نخواهد برد؛ اما با اتحاد یهودیان موفق به کسب رتبه‌ای مناسب در این مسابقه خواهند شد.

### رسانه‌های بین‌الملل و فندوم‌های یوروویژن
در میان رسانه‌های خارجی، نظرات متفاوت بوده‌اند. در یک بررسی از وبسایت Wiwiblogs که شامل نظرات منتقدان بود، این ترانه نمره ۵.۱۳ از ۱۰ را دریافت کرد، و مقام ۳۱ از ۳۷ ترانه شرکت‌کننده در آن دوره از مسابقات آواز یوروویژن به‌دست آورد. جان او بریان نویسنده از وبسایت والچر رتبه ۳۱ را به این ترانه اختصاص داد، وی افزود که این آهنگ تشابهاتی با آهنگ "Hurricane" از ادن گولان را دارد و پیش‌بینی می‌کند که این ترانه آرای مردمی زیادی را به خود اختصاص دهد. از نظر بریان آهنگ‌های داستانی بهتری برای امتیازات هیات داوران وجود دارد. راب پیچتا نویسنده رسانه سی‌ان‌ان رتبه ۲۰ از ۲۶ آهنگ فینالیست یوروویژن ۲۰۲۵ را به این ترانه اختصاص داد و گفت که این آهنگ «ضعیف‌تر» از آهنگ قبلی "Hurricane" می‌باشد. اد پوتون از تایمز رتبه ۱۷ از ۲۶ آهنگ فینالیست یوروویژن ۲۰۲۵ را به این ترانه اختصاص داد و دو از پنج ستاره به این ترانه داد؛ او این آهنگ را آهنگ داستانی متوسط نامید که پیش‌تر همانند آن را شنیده‌ایم. در مقابل آن دورون لاهاو از رسانه ESC Beat رتبه چهارم را به این ترانه اختصاص داد و رافائل را به دلیل صدایش ستایش کرد.
نیل مک‌کمیک از مجله دیلی تلگراف روزی تازه خواهد آمد را موسیقی احساسی خواند. گزارشگر دیگری از دیلی تلگراف، اد پاور این ترانه را در میان ده ترانه برتر فینالیست این دور از یوروویژن خود قرار داد. مارک سواج از بی‌بی‌سی این آهنگ‌را داستانی قوی نامید که «بازی را تغییر می‌دهد». روزنامه نگار فنلاندی اوا فرانتز از اولیس‌رادیو، به این آهنگ هفت امتیاز از ده امتیاز را داد، علیرغم آن‌که او اسرائیل را به دلیل استفاده سیاسی از یوروویژن متهم کرد. او پذیرفت شاید طراحی صحنه برای او دلپذیر نباشد، اما خوانندگی رافائل برای او زیباست. آن-ماری داوید، نماینده اسبق کشورهای لوکزامبورگ و فرانسه در یوروویژن های ۱۹۷۳ و ۱۹۷۹ (به ترتیب) این ترانه‌را به‌خاطر آهنگ‌سازی و داستان ستایش کرد. بسیاری از یهودیان برجسته از جمله اسکوتر براون و گل گدوت نظراتی مثبت به این ترانه و رافائل داده‌اند.

## مسابقه آواز یوروویژن

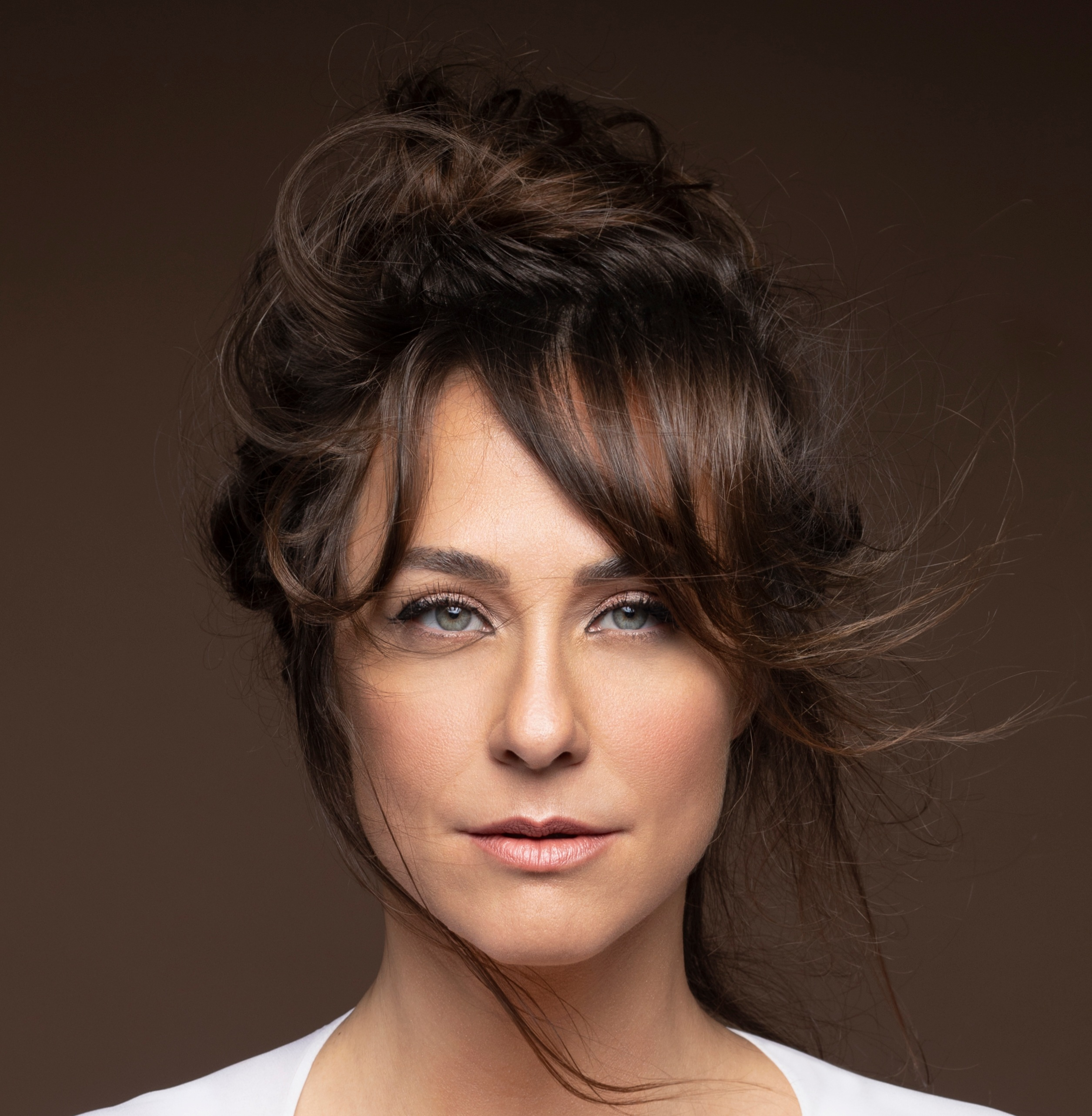
پلس، ترانه نویس «روزی تازه خواهد آمد»

### هکوخاو هبا، فرایند ترانه‌سرایی
برای مسابقه آواز یوروویژن ۲۰۲۵، شرکت عمومی پخش‌همگانی اسرائیل (آی‌پی‌بی‌سی/کان) از مسابقهٔ استعدادیابی تلویزیونی هکوخاو هبا (ستاره بعدی) برای انتخاب نمایندهٔ خود استفاده کرد. در پایان این رقابت‌ها، یووال رافائل در ۲۲ ژانویه ۲۰۲۵ به عنوان برنده معرفی شد و حق شرکت در یوروویژن را به دست آورد. سه هفته پیش از پایان مسابقه، فرایند انتخاب ترانه آغاز شده بود. کمیته‌ای به سرپرستی باراک ایتسکوویچ (مدیر ایستگاه‌های موسیقی کان) تشکیل شد که وظیفهٔ بررسی ۵۴ ترانهٔ پیشنهادی را بر عهده داشت.

### درگیری میان ترانه‌نویس ها
ابتدا رافائل از کمیته متشکل از داوران درخواست کرد آهنگی که پلس نوشته‌است را به یوروویژن بفرستند. آهنگ پلس توسط کمیته پذیرفته شد؛ اگرچه پس از آن گروهی متشکل از «بیش‌از بیست ترانه‌نویس» شکایتی را به شرکت عمومی پخش‌همگانی اسرائیل (آی‌پی‌بی‌سی/کان) فرستادند و اعلام کردند که این انتخاب به دلیل تعارض منافع است، چراکه پلس داور برنامه هکوخاو هبا بود. به دنبال تهدیدات برای ثبت شکایت در دادگاه عالی اسرائیل، آن‌ها از شکایت خود صرف نظر کردند؛ چون شرکت عمومی پخش‌همگانی اسرائیل (آی‌پی‌بی‌سی/کان) به‌آنها قول داد تا در سال آینده، برای فرایند انتخاب تجدیدنظر کنند.

### در یوروویژن

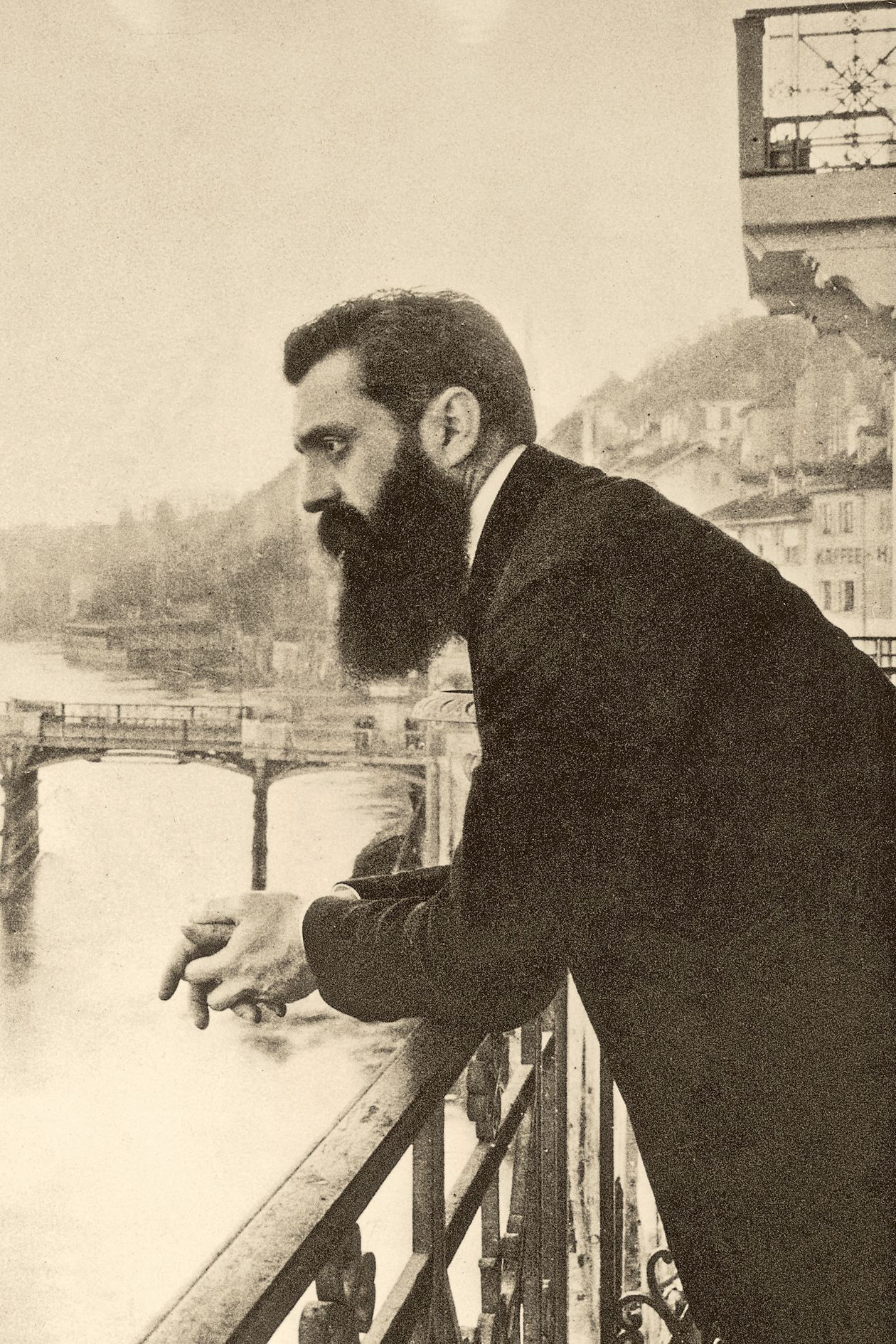
هرتسل در حال تماشا به رود راین از بالکن هتلی در شهر بازل، سوئیس. (سال ۱۹۰۱)

مسابقه آواز یورویژن ۲۰۲۵ در سالن سنت جیکوب‌هال شهر بازل در سوئیس برگزار شد. این دوره از مسابقات متشکل از دو نیمه‌نهایی و یک فینال بزرگ بود که به ترتیب در تاریخ‌های۱۳، ۱۵، ۱۷ می ۲۰۲۵ برگزار شدند. طی مراسمی در تاریخ ۲۸ ژانویه ۲۰۲۵، بنا شد که اسرائیل در نیمه‌نهایی دوم شرکت کند. رافائل ۱۴امین اجرای نیمه‌نهایی دوم را بر عهده داشت که پس از لوکزامبورگ و پیش از صربستان بود.
برای اجرای یوروویژن خود، شای بوندر، یووال کوهن، و یوآو تزفیر برای کارگردانی هنری انتخاب شده بودند. این اجرا شامل رافائل بود که لباسی سیاه «با شانه‌های مربعی و یقه‌های فلامنکو» برتن داشت که توسط وکتور بلایش طراحی شده بود. از یک پلکان با لوستر ۵.۵ متری در این اجرا استفاده شده است. از نظر نویسنده وبسایت ESC Beat رافائل درون این پلکان، همانند «پرنده در قفس» به‌نظر می‌رسید. طبق تایمز اسرائیل، پلکان الهام گرفته شده از عکسی از تئودور هرتسل است که در آن هرتسل در حال نگاه کردن به رود راین از بالکنی هتلی در شهر بازل می‌باشد. به‌هنگام اوج این موسیقی، آتش‌بازی هایی در سالن انجام می‌شد. به منظور آماده‌شدن برای اجرا، رافائل در تمرینات خود با دستگاه هو کن اجرا کرد تا برای نظرات منفی حضار خود را آماده کند. «روزی تازه خواهد آمد» توانست که مقامی را برای خود در فینال کسب کند، در نیمه‌نهایی دوم، او مقام اول را از آن خود کرد و ۲۰۳ امتیاز به‌دست آورد که ۷۳ بیشتر از مقام دوم تاوتومیتاس با ترانه Bur man laimi از کشور لاتویا می‌باشد.
رافائل باری دیگر در فینال در تاریخ ۱۷ می اجرا کرد. اجرای او چهارمین اجرای فینال پس از تامی کش از استونی و پیش از کاتارسیس از لیتوانی بود. در پایان اجرای خود، رافائل گفت، «ممنونم اروپا، زنده‌باد مردم اسرائیل». هنگام اجرا، زوجی هلندی که اسپری رنگ در دست داشتند، تلاش کردند که صحنه‌را به آشوب بکشند، اما آن‌ها پیش از رسیدن به صحنه متوقف شدند. این اجرا نظرات متفاوتی را در رسانه‌ها همراه داشت؛ آویشای سلا از تایم اوت اسرائیل، اجرا رافائل را «پیروزی زیبای عشق بر نفرت» خواند. مارک بیمانت از ایندیپندنت این اجرا را به‌دلیل استفاده از پلکان نقد کرد، او نوشت «خواندن بر روی پلکان مجلل و غرق در کریستال، هنگامی که صفحات خبر مملوء از کودکان فلسطینی‌است که سوء تغذیه رنج می‌برند، حرکتی تحریک‌کننده است، روزی جدید فرا می‌رسد، عالی‌است اما برای همه؟»

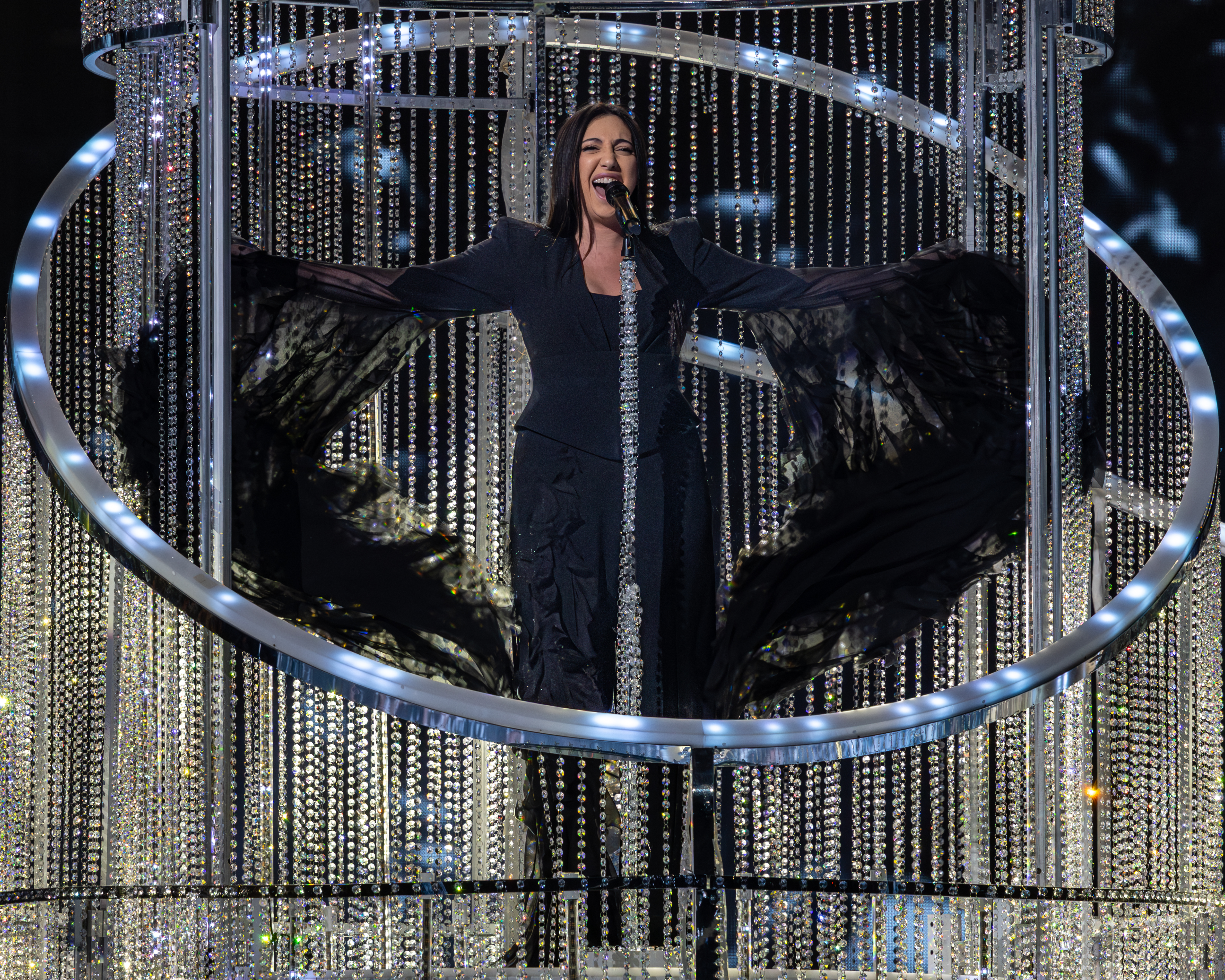
رافائل در حال اجرای «روزی تازه خواهد آمد» در مراسم امتحان لباس پیش‌از فینال یوروویژن ۲۰۲۵

در نهایت، رافائل مقام دوم این دوره از مسابقات را با ۳۵۷ امتیاز، کسب کرد. او ۶۰ امتیاز از هیأت داوران و ۲۹۷ امتیاز از بینندگان تلویزیونی دریافت کرد. در این دوره از یوروویژن، رافائل بیشترین امتیاز را از بینندگان تلویزیونی دریافت کرد. در میان هیأت‌های ژوری، جمهوری آذربایجان بیشترین امتیاز خود را «۱۲ امتیاز» به رافائل دادند. اسحاق هرتزوگ، رئیس‌جمهور اسرائیل از آذربایجان به‌این دلیل تشکر کرد و آن‌را «نشانه دوستی ملت آذربایحان و اسرائیل» دانست. از لحاظ آرای بینندگان تلویزیونی،از ۱۳ کشور بیشترین امتیاز یعنی ۱۲ امتیاز را کسب کرد. در پاسخ به نتایج خود، رافائل، به رسانه‌های اسرائیلی گفت که "من فکر میکنم که ما یک‌زندگی را برده‌ایم، من نمی‌توانم سطح شادی‌م را به شما بیان کنم"، بعدتر او اضافه کرد "تمام آن‌چیزی که من می‌خواهم این‌است که افتخار و لحظه‌ای از آرامش را به این کشور بیاورم. ما پیروزی واقعی نخواهیم داشت تا زمانی که گروگان‌ های ما به خانه باز گردند، آمین، آمین، آمین." هرتزوگ در گفت‌وگویی با رافائل پس از مسابقه گفت که اجرای او «خیره‌کننده است، این عالی و استثنایی بود، من به شدت تحت تائیر قرار گرفتم، به راستی که تو دختر اسرائیل برای همه‌ما هستی که بلندترین سقف‌ها را در دنیا شکاندی».